# Paradinha (canción)
«Paradinha» es una canción de la cantante y compositora brasileña Anitta, forma parte de su cuarto álbum de estudio, aún sin nombre. La canción fue compuesta por la propia Anitta en sociedad con Umberto Tavares y Jefferson Junior, la banda fue grabada totalmente en español, siendo su tercera aventura por el idioma - y la primera liberada sin tener una versión en portugués grabada antes, como "Zen" y " Sim ou Não". La canción explora la mezcla de dos de los principales géneros musicales que compusieron bandas exitosas en el mercado internacional este año, dancehall y house tropical - popularizadas en canciones de Justin Bieber, Ed Sheeran y Rihanna - evolucionando las características artísticas de la cantante en relación con sus trabajos de la misma manera.
"Paradinha" recibió evaluaciones positivas de los críticos especializados, siendo clasificada como "simple, adictiva y sin pretensiones". Para Anderson Neves, del portal original Tune, la canción no quedaba debida a artistas internacionales y la comparó con el potencial de éxito de «Despacito», de Luis Fonsi, y «Me enamoré», de Shakira. Otros críticos también evaluaron que con la canción, Anitta seguía la misma cartilla de Shakira y Enrique Iglesias al apostar al español para conquistar a las 33 millones de personas que hablan la lengua en Estados Unidos, calzando así un camino para lanzarse en inglés en el futuro.

## Video musical
Anitta grabó el videoclip de "Paradinha" el 24 de mayo en Nueva York, en Estados Unidos, bajo la dirección general de Bruno Ilogti y dirección artística de Giovanni Bianco, repitiendo la asociación de "Bang", "Essa Mina é Louca" y " Cravo e Canela". El mismo día las primeras fotos fueron liberadas en las redes sociales. El video trajo la participación especial de Lais Ribeiro, modelo y Angel de Victoria's Secret, durante las escenas en la lavandería. El vestuario de la cantante fue producido por la consultora de moda estadounidense Patti Wilson, que trabaja con los principales nombres de la música internacional, utilizando piezas de la marca Balenciaga. El video trajo patrocinio de los snacks Cheetos, el cual Anitta aparece comiendo en una escena, y de la empresa de tecnología Samsung, la cual ella utilizó equipo y mostró los bastidores en el canal de la marca en YouTube. Según el director, la intención era sacar a Anitta de la zona de confort de las superproducciones en estudio, las cuales ella siempre estuvo acostumbrada, y hacerla interactuar con lo diferente en ambientes reales, sorprendiendo al público.
En total fueron siete locaciones en el videoclip y vestuarios especiales para ellos - una de las sedes del supermercado Walmart, donde la cantante utiliza un pantalón juguete camuflada con paetés y un top negro; El restaurante indio Panna II, en el barrio de East Village, donde ella aparece cantando debajo de luces coloridas y banderitas adornadas utilizando un cosechado verde de malla con bragas negras; El restaurante griego Souvlaki Greek, en el barrio de Lower East Side, presentando a Anitta bailando con trenzas, shorts naranja y botas Balenciaga; El bar rock alternativo Arlene's Gocery, ambos en Lower East Side, donde ella utiliza el mismo vestuario anterior; El restaurante étnico Katz Delicatenssen, popularizado en la película When Harry Met Sally..., en el que aparece con un recorte con estampado cebado y pantalones vaqueros; Una estación de las estaciones de la Línea F del Metro de Nueva York, en Manhattan, en la que Anitta aparece con un monaco rosa y trenzas; Y un lavadero en East Village, en el que aparece con un pantalón azul y un cosechado con filo en frente.

## Lista de canciones
- Sencillo CD/Descarga digital

| Paradinha |             |          |  |
| N.º       | Título      | Duración |  |
| 1.        | «Paradinha» | 2:21     |  |

## Créditos y personal

### Personal
| - Composición – Larissa Machado, Umberto Tavares, Jefferson Junior - Ilustración – Larissa Machado |